# Црква Светог Вазнесења Господњег у Рђусима
Црква Светог Вазнесења Господњег у Рђусима је храм Српске православне цркве који припада Епархији захумско-херцеговачкој и приморској. Налази се у селу Рђуси, Љубиње, Република Српска, Босна и Херцеговина.
Данашња црква је изграђена на темељима старе цркве 1868. године. То је била и зграда прве српске школе која је подигнута 1878. године, као и парохијска кућа касније. Све је порушено за време Другог светског рата.